# 忠孝敦化站
25°02′30″N 121°33′05″E / 25.04167°N 121.55139°E
忠孝敦化站位於台灣台北市，為台北捷運板南線（南港線）的捷運車站。

## 車站概要
車站位於忠孝東路四段建安里、建倫里交界處，敦化南路口東側，地址為台北市大安區忠孝東路4段182號，車站編號為BL16。站名取自所在地街道名稱（忠孝東路、敦化南路）。忠孝敦化路口之安全島上設有公共藝術：樹河。

## 車站構造

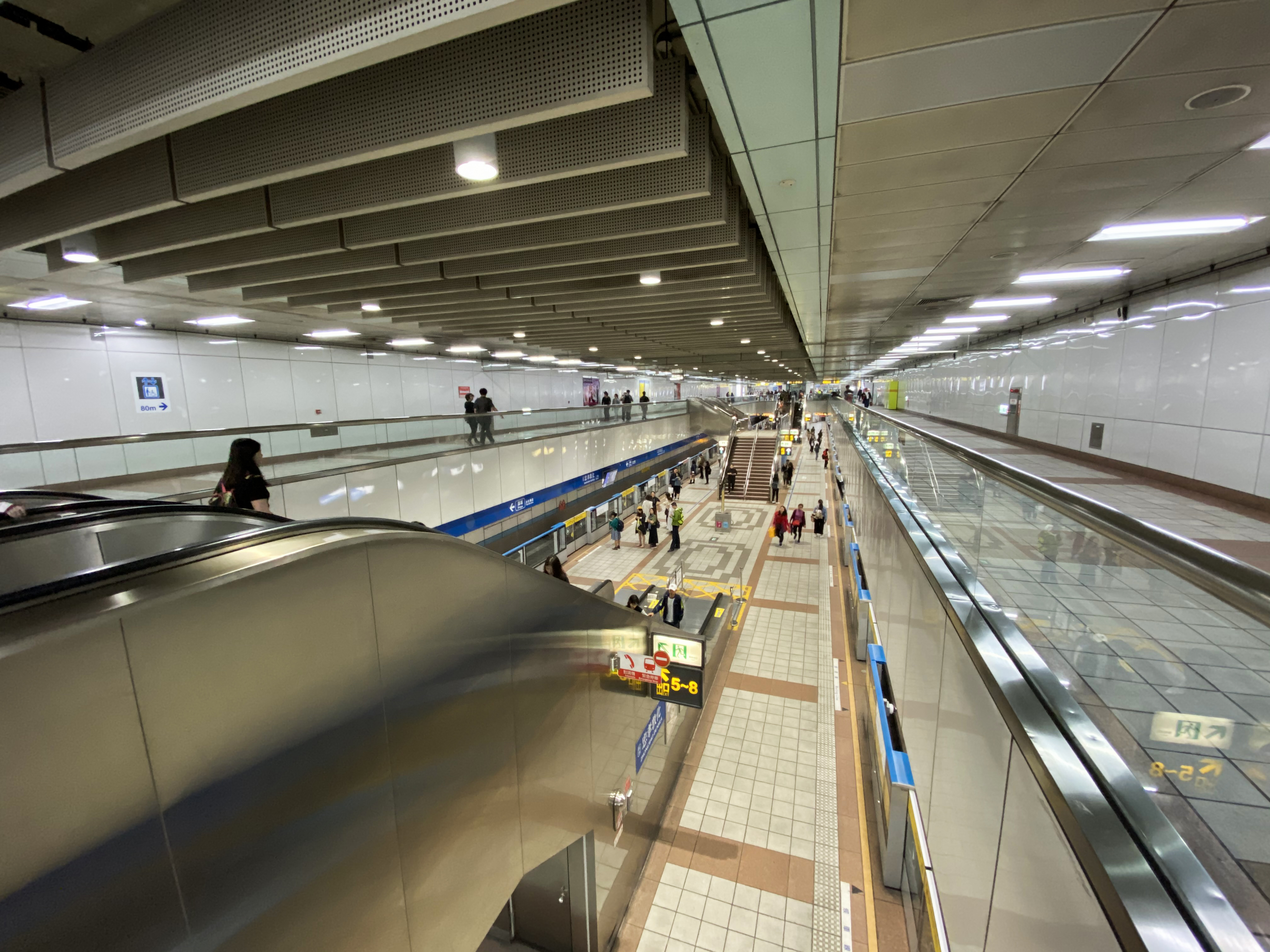
月台

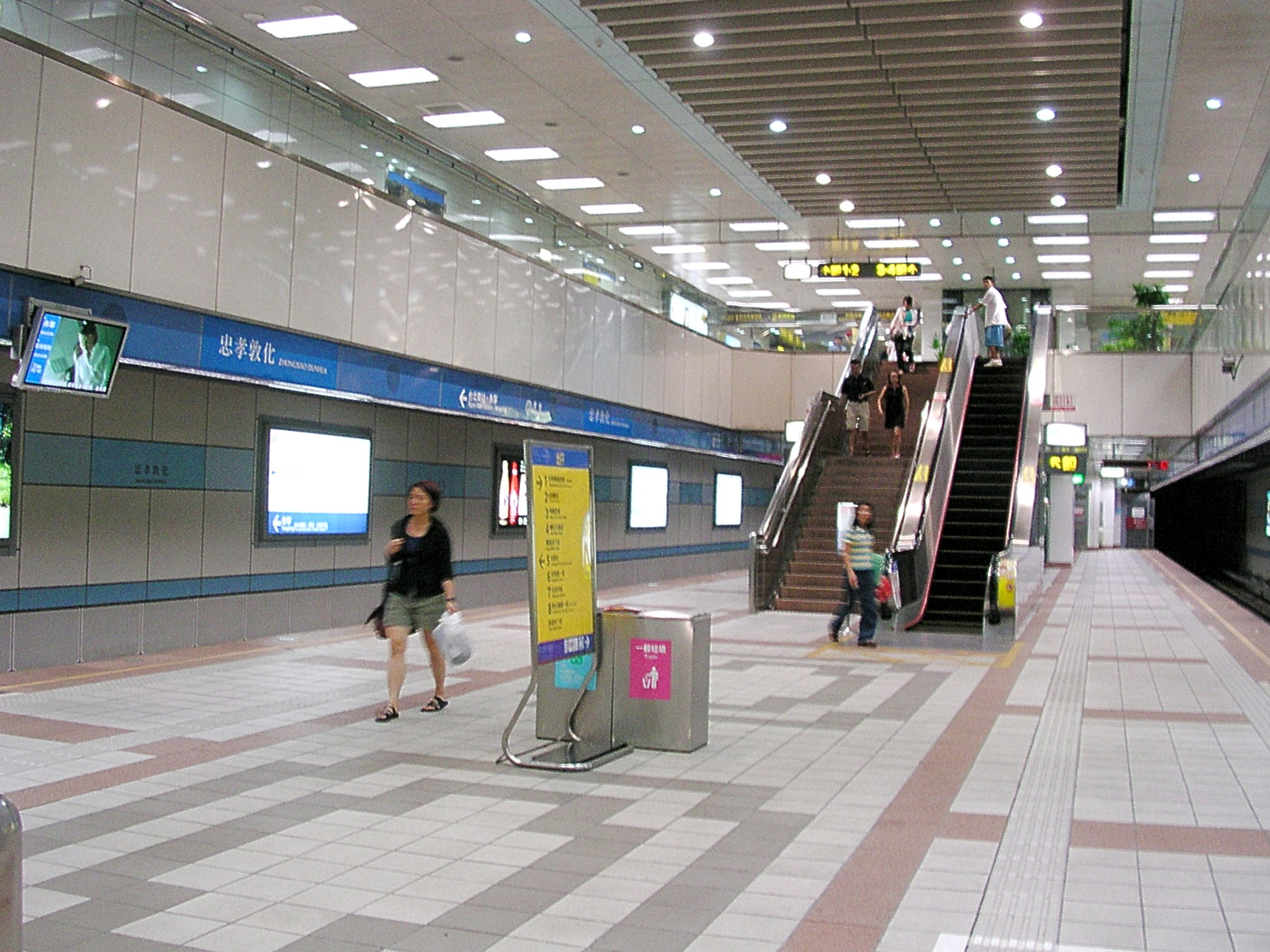
往南港展覽館站通車前，終點為昆陽站（攝於2006年10月）

本站擁有8處出入口，各出入口的穿堂層皆與東區地下街連通。本站為地下三層車站，設有一座島式月台，月台設有半高式月台門。此外，本站與忠孝復興站間設有可供列車調度的袋狀軌。

### 車站樓層
| 地面         | 出入口             | 出入口                                              |
| 地下 一,二樓 | 大廳層,地下街      | 車站大廳、詢問處、自動售票機、驗票閘門、東區地下街  |
| 地下 一,二樓 | 大廳層,地下街      | 洗手間（站體東側付費區外，近出口2、3）              |
| 地下 三樓    | 一月台             | ← 板南線 往南港展覽館/昆陽方向（BL17 國父紀念館站） |
| 地下 三樓    | 島式月台，左側開門 |                                                     |
| 地下 三樓    | 二月台             | 板南線 往頂埔／亞東醫院方向（BL15 忠孝復興站）→     |

### 車站出口
出口1～4位於車站東端，出口5～8位於車站西端，無障礙電梯位於出口2。
| 出入口                          | 圖片 | 位置         |
| ------------------------------- | ---- | ------------ |
| 出入口1                         |      | 忠孝東路四段 |
| 出入口2 · 設有電梯 · 設有手扶梯 |      | 統領育樂廣場 |
| 出入口3 · 設有手扶梯            |      | 明曜百貨     |
| 出入口4                         |      | 彰化銀行     |
| 出入口5 · 設有手扶梯            |      | 光啟社       |
| 出入口6                         |      | 安和路一段   |
| 出入口7 · 設有手扶梯            |      | 光武市場     |
| 出入口8                         |      | 敦化南路一段 |
| 註： 設有電梯 \| 設有手扶梯     |      |              |

## 歷史
- 1999年12月24日：隨著南港線「市政府－西門」段以及板橋線「西門－龍山寺」段正式通車而啟用[3]（p. 328）。
- 2003年：配合台北市政府改採漢語拼音為主要譯名標準的新政策，站名的官方英譯由原本威妥瑪拼音的Chunghsiao Tunhua Station改為Zhongxiao Dunhua Station。[4]
- 2009年5月3日：上午10點45分至50分左右：一名62歲葉姓婦人跳下2號永寧方向月台，當場遭列車輾斃，市政府－忠孝復興段改成單線雙向模式營運至12點半左右。
- 2014年8月30日：半高式月台門正式啟用。[5]
- 2019年11月17日：本站3號出口為配合增設電扶梯工程於即日起暫時封閉。[6]
- 2020年9月25日：本站重置後的3號出口重新開放。
- 2020年11月8日：本站2號出口為配合增設電扶梯工程於即日起暫時封閉。
- 2021年12月18日：本站重置後的2號出口重新開放。

## 利用狀況

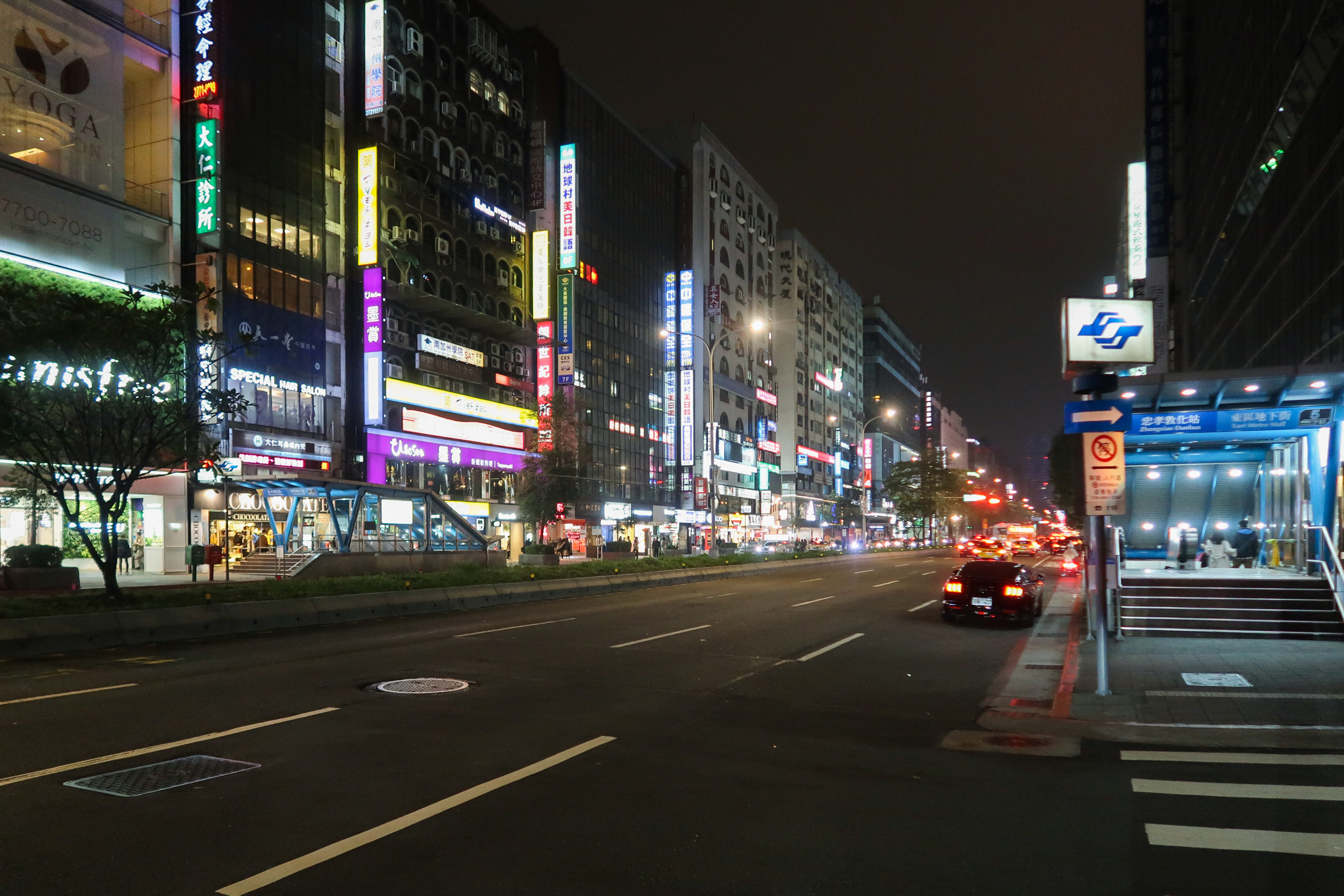
忠孝敦化站一帶街景

忠孝敦化站在該月的每日平均旅運量約為71,687人次，在台北捷運系統中排行第12。
站內穿堂層設有公共藝術《樹河(都市翦影)》。
| 年   | 年間       | 年間       | 年間       | 年間  | 單日平均 | 單日平均 |
| 年   | 上車       | 下車       | 上下車計   | 來源  | 上車     | 上下車   |
| ---- | ---------- | ---------- | ---------- | ----- | -------- | -------- |
| 1999 | 97,721     | 91,422     | 189,143    | [ 8 ] | 12,215   | 23,643   |
| 2000 | 6,339,432  | 6,828,621  | 13,168,053 | [ 8 ] | 17,321   | 35,978   |
| 2001 | 6,459,947  | 7,070,676  | 13,530,623 | [ 8 ] | [ 註 2 ] | [ 註 2 ] |
| 2002 | 7,732,870  | 8,424,115  | 16,156,985 | [ 8 ] | 21,186   | 44,266   |
| 2003 | 7,471,276  | 8,347,058  | 15,818,334 | [ 8 ] | 20,469   | 43,338   |
| 2004 | 8,272,336  | 9,244,202  | 17,516,538 | [ 8 ] | 22,602   | 47,859   |
| 2005 | 8,676,445  | 9,718,846  | 18,395,291 | [ 8 ] | 23,771   | 50,398   |
| 2006 | 9,222,609  | 10,221,256 | 19,443,865 | [ 8 ] | 25,267   | 53,271   |
| 2007 | 9,802,837  | 10,864,956 | 20,667,793 | [ 8 ] | 26,857   | 56,624   |
| 2008 | 10,660,687 | 11,811,068 | 22,471,755 | [ 8 ] | 29,128   | 61,398   |
| 2009 | 10,707,538 | 11,959,792 | 22,667,330 | [ 8 ] | 29,336   | 62,102   |
| 2010 | 11,315,442 | 12,664,400 | 23,979,842 | [ 8 ] | 31,001   | 65,698   |
| 2011 | 12,743,406 | 14,153,878 | 26,897,284 | [ 8 ] | 34,913   | 73,691   |
| 2012 | 13,851,640 | 15,120,162 | 28,971,802 | [ 8 ] | 37,846   | 79,158   |
| 2013 | 14,148,705 | 15,375,300 | 29,524,005 | [ 8 ] | 38,764   | 80,888   |
| 2014 | 13,914,713 | 15,132,029 | 29,046,742 | [ 8 ] | 38,123   | 79,580   |
| 2015 | 13,546,131 | 14,467,127 | 28,013,258 | [ 8 ] | 37,113   | 76,749   |
| 2016 | 13,733,923 | 14,548,624 | 28,282,547 | [ 8 ] | 37,524   | 77,275   |
| 2017 | 13,403,925 | 14,095,572 | 27,499,497 | [ 8 ] | 36,723   | 75,341   |
| 2018 | 13,144,484 | 13,765,776 | 26,910,260 | [ 8 ] | 36,012   | 73,727   |
| 2019 | 12,768,222 | 13,307,828 | 26,076,050 | [ 8 ] | 34,981   | 71,441   |

## 車站周邊
| | |

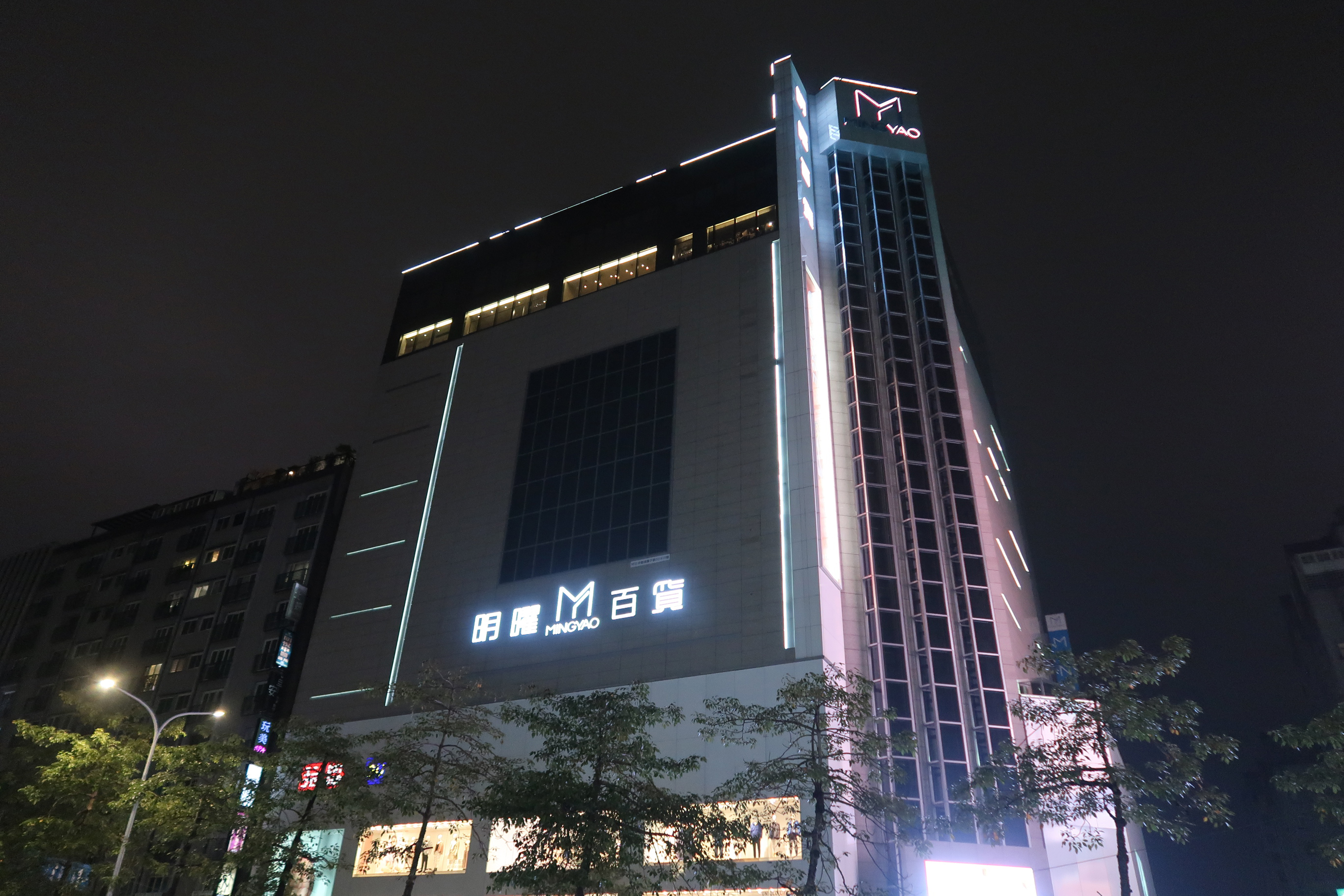
明曜百貨

| - 頂好商圈 - 誠品書店（敦南店，結束營業於2020年5月31日。） - 國泰綜合醫院總院 - 遠東SOGO百貨（敦化館） - 明曜百貨 - 統領商業大樓 - 台北富邦商業銀行總行 - 台新國際商業銀行總行 - 自由商旅 (位於本站與國父紀念館站間) - 台新金融控股公司總部 - 龍門廣場 (位於本站與忠孝復興站間) - 太平洋建設公司總部 - 神旺大飯店 (結束營業於2022年9月15日) | - 李石樵美術館 - 復興實中 - 仁愛國中 - 中山醫院 - 仁愛國小 - 臺北市公共自行車租賃系統 - 捷運忠孝敦化站(2號出口) - 捷運忠孝敦化站(7號出口) - 龍門廣場 |

### 地下商場
- 東區地下街
  - 誠品書店（捷運敦化店，試營運於2022年12月3日，位於東區地下街6-7號廣場。）

## 腳註

### 來源資料
1. ↑   (新闻稿). 台北捷運. 2016-04-11  [2016-04-11]. （原始内容存档于2016-04-11） （中文（臺灣））.
2. 1 2  . 臺北大眾捷運股份有限公司. 2021-01-15.
3. 1 2  徐榮崇. . 臺北市文獻委員會. 2015年12月  [2020-01-04]. ISBN 9789860469875. （原始内容存档于2020-12-07）.
4. ↑  . 蘋果日報. 2003-11-24  [2020-12-27]. （原始内容存档于2021-01-12） （中文（臺灣））.
5. ↑  防跳軌 北捷15站設月台門 的存檔，存档日期2010-09-29.
6. ↑  配合捷運局部分車站出入口工程陸續施工 單一出入口配合工程封閉 造成不便敬請見諒 https://www.metro.taipei/News_Content.aspx?n=30CCEFD2A45592BF&sms=72544237BBE4C5F6&s=43FE5C9E365212C9 （页面存档备份，存于）
7. ↑  樹河(都市翦影) （页面存档备份，存于）.臺北市政府捷運工程局-南港線.108-11-18
8. ↑  臺北捷運公司. . 2019-02-26  [2019-08-10]. （原始内容存档于2020-11-28）. 臺北市統計資料庫查詢系統

## 外部連結
- 臺北大眾捷運股份有限公司 （页面存档备份，存于）
- 臺北市政府捷運工程局 （页面存档备份，存于）
- 忠孝敦化站位置圖（台北捷運公司） （页面存档备份，存于）
- 忠孝敦化站車站剖面相關位置圖（台北捷運公司） （页面存档备份，存于）
- 販賣店現況 （页面存档备份，存于）